# Brunnhaus Seebichl

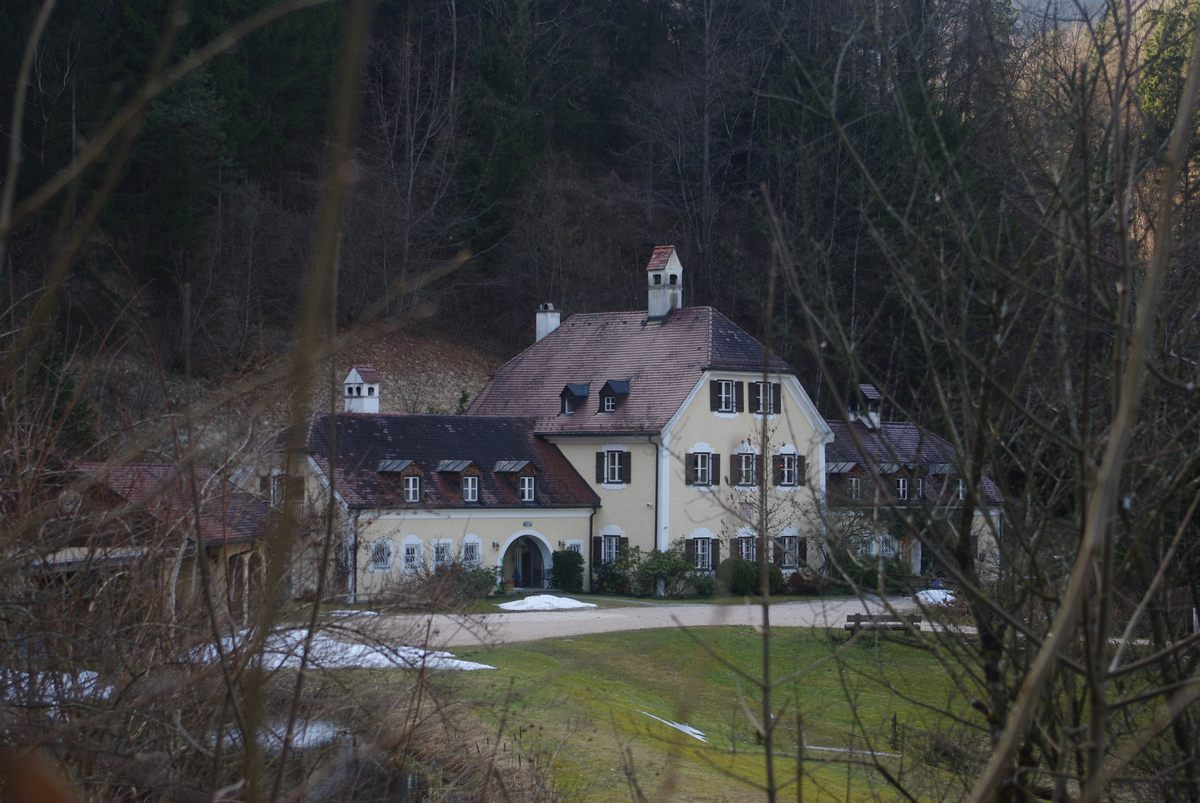
Brunnhaus Seebichl

Das Brunnhaus Seebichl ist neben dem Brunnhaus Fager eines von zwei noch erhaltenen Brunnhäusern in Bad Reichenhall der Soleleitung nach Traunstein. Zwei weitere Brunnhäuser – Nagling und Grub – befinden sich in Weißbach an der Alpenstraße.
Das Brunnhaus steht unter Denkmalschutz und ist unter der Nummer D-1-72-114-187 in die Bayerische Denkmalliste eingetragen.

## Geschichte
Als bei Ausbesserungsarbeiten in der Saline in Bad Reichenhall eine weitere ergiebige Solequelle entdeckt wurde, wollte man diese nicht ungenutzt lassen. Da zur Salzherstellung durch Versieden jedoch viel Holz als Brennstoff benötigt wurde, konnte man dieses in der Stadt nicht unbegrenzt zur Verfügung stellen. Die Wälder um die Stadt waren bereits abgeholzt und auch das aus den Bayerischen Saalforste mittels Holztrift über die Saalach beschaffte Brennholz reichte für diese Menge an Sole nicht mehr aus. Man beschloss daher, das Wasser über eine Holzleitung zu einer Filialsaline in Traunstein zu transportieren, um es dort zu Salz zu verarbeiten. Am Oberlauf der Traun war genug Holz vorhanden, das sich noch dazu im Besitz der bayerischen Herzöge befand. Zwischen 1617 und 1619 errichteten Hanns Reiffenstuel und sein Sohn Simon die Soleleitung nach Traunstein. Mit einer von Simon Reiffenstuel speziell für diesen Zweck entwickelten Kolbendruckpumpe konnte die Sole einen Höhenunterschied von insgesamt 340 Metern überwinden und floss dann – das natürliche Gefälle nutzend – zum nächsten Brunnhaus bzw. zum Zielort, der Saline in Traunstein.

## Beschreibung

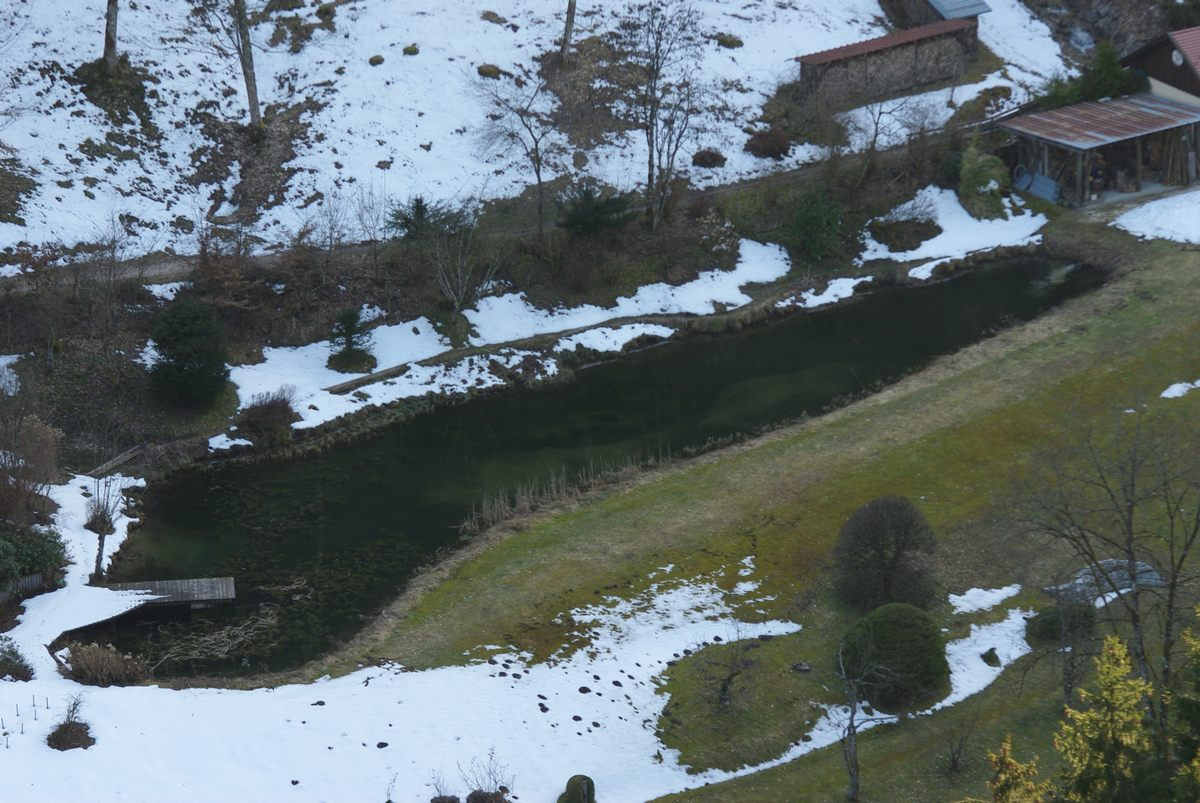
Deichelbeize

Das Brunnhaus Seebichl ist ein zweigeschossiger Bau mit Halbwalmdach aus dem Jahr 1797.
Direkt an das Brunnhaus angeschlossen ist eine Deichelbeize, die noch erhalten ist. Im Wasser gelagert, konnten Deicheln, die als Ersatz auf Vorrat gelagert wurden, nicht austrocknen und aufspringen.

## Lage
Das Brunnhaus liegt an der Thumseestraße – dort zugleich Staatsstraße 2101 – wenige hundert Meter östlich des Thumsees und hat die Hausnummer 51.